# Softball aux Jeux asiatiques de 2006
Les compétitions de softball aux Jeux asiatiques de 2006 se sont déroulées du 10 au 14 décembre 2006 au Al-Rayyan Baseball Softball Venue, à Doha, au Qatar. Une épreuve (féminine) s'y est tenue.

## Tableau des médailles
| Softball | Softball aux Jeux asiatiques de 2006 | Softball aux Jeux asiatiques de 2006 | Softball aux Jeux asiatiques de 2006 | Softball aux Jeux asiatiques de 2006 | Softball aux Jeux asiatiques de 2006 |
| Position | Pays                                 | Or                                   | Argent                               | Bronze                               | Total                                |
| Position | Pays                                 |                                      |                                      |                                      | Total                                |
| 1        | Japon                                | 1                                    | 0                                    | 0                                    | 1                                    |
| 2        | Taipei chinois                       | 0                                    | 1                                    | 0                                    | 1                                    |
| 3        | Chine                                | 0                                    | 0                                    | 1                                    | 1                                    |

## Tournoi dames
Les cinq équipes présentes s'affrontent dans une poule unique, les quatre premières se qualifiant pour les demi-finales. 
La première demi-finale oppose les équipes ayant terminé première et deuxième de la poule ; la seconde voit s'affronter les équipes ayant terminé troisième et quatrième de la poule. L'équipe vainqueur de la première demi-finale est qualifiée pour la finale, tandis que l'équipe perdante affronte l'équipe vainqueur de la seconde demi-finale pour un match de repêchage. L'équipe vainqueur de ce match se qualifie pour la finale, l'équipe perdante obtient la médaille de bronze.

### Premier tour
- 10 décembre

Corée du Sud - Chinese Taipei : 0 - 7
Chine - Japon : 2 - 3
Chinese Taipei - Corée du Nord : 2 - 0
- 11 décembre

Corée du Nord - Chine : 1 - 5
Japon - Chinese Taipei : 3 - 0
Chine - Corée du Sud : 5 - 1
- 12 décembre

Corée du Sud - Japon : 1 - 8
Chinese Taipei - Chine : 2 - 5
Japon - Corée du Nord : 6 - 1
- 13 décembre

Corée du Nord - Corée du Sud : 4 - 1
- Classement

| Rang | Pays           | V | D | Pp | Pc | Diff |
| 1    | Japon          | 4 | 0 | 20 | 4  | +16  |
| 2    | Chine          | 3 | 1 | 17 | 7  | +10  |
| 3    | Taipei chinois | 2 | 2 | 11 | 8  | +3   |
| 4    | Corée du Nord  | 1 | 3 | 6  | 14 | -8   |
| 5    | Corée du Sud   | 0 | 4 | 3  | 24 | -21  |

### Tableau final
- Demi-finales (13 décembre)

Chine - Japon : 0 - 3
Chinese Taipei - Corée du Nord : 2 - 1
- Match de repêchage (14 décembre)

Chine - Chinese Taipei : 7 - 10
- Finale (14 décembre)

Japon - Chinese Taipei : 7 - 0

### Podium
|          |                | |
| Médaille | Pays           | Noms |
|          | Japon          | Yuko Endo, Mariko Goto, Megu Hirose, Emi Inui, Sachiko Ito, Ayumi Karino, Satoko Mabuchi, Mariko Masubuchi, Masumi Mishina, Emi Naito, Rei Nishiyama, Yuka Suzuki, Aki Uenishi, Yukiko Ueno, Eri Yamada                |
| Argent   | Taipei chinois | Chen Miao Yi, Chiang Hui Chuan, Han Hsin Lin, Hsu Hsiu Ling, Huang Hui Wen, Lai Meng Ting, Lai Sheng Jung, Li Chiu Ching, Lin Su Hua, Lo Hsiao Ting, Lu Hsueh Mei, Pan Tzu Hui, Tung Yun Chi, Wen Li Hsiu, Wu Chia Yen |
| Bronze   | Chine          | Ding Hong, Jiang Xin, Li Chunxia, Li Qi, Lu Wei, Lu Yi, Sun Li, Tan Ying, Wu Di, Xin Minhong, Yu Huili, Yu Yanhong, Zhang Ai, Zhang Lifang, Zhou Yi                                                                    |